# Isla Isabela
La isla Isabela, también conocida como isla Albermale, es la isla más grande del archipiélago ecuatoriano de las islas Galápagos, con 4588 km² de superficie. Representa el 60 % de la superficie total terrestre de las islas Galápagos.

## Descripción
Fue llamada así en honor de la Reina Isabel I de Castilla, que patrocinó el viaje de Cristóbal Colón. En inglés se la conoce además como Albemarle, en honor al duque de Albemarle.
Tiene un población de 2200 habitantes. El punto más alto es el volcán Wolf, que alcanza 1707 m s. n. m., siendo uno de los seis volcanes (Ecuador, Wolf, Darwin, Alcedo, Sierra Negra y Cerro Azul) que se encuentran en la isla Isabela (cinco de ellos están en actividad). La forma de la isla se debe a la fusión de estos seis grandes volcanes en una sola masa. Esta isla es la única de las Galápagos que es atravesada por la línea del ecuador.
| Nr | Volcán       | Altitud (m) | Erupción | Coordenadas                                |
| -- | ------------ | ----------- | -------- | ------------------------------------------ |
| 1  | Ecuador      | 790         | 1150     | 0°01′28″S 91°33′43″O / -0.02444, -91.56194 |
| 2  | Wolf         | 1707        | 2022     | 0°01′15″N 91°20′33″O / 0.02083, -91.34250  |
| 3  | Darwin       | 1330        | 1813     | 0°11′28″S 91°17′31″O / -0.19111, -91.29194 |
| 4  | Alcedo       | 1130        | 1993     | 0°25′31″S 91°07′15″O / -0.42528, -91.12083 |
| 5  | Sierra Negra | 1124        | 2005     | 0°48′59″S 91°07′50″O / -0.81639, -91.13056 |
| 6  | Cerro Azul   | 1640        | 2008     | 0°55′39″S 91°23′37″O / -0.92750, -91.39361 |

En esta isla se pueden observar pingüinos, cormoranes no voladores, iguanas marinas, piqueros, pelícanos, tortugas gigantes de las Galápagos y lobos marinos, así como abundantes cangrejos rojos. En las faldas y calderas de los seis volcanes de Isabela se pueden observar iguanas terrestres y tortugas, así como pinzones, cormoranes, flamencos, halcones de Galápagos, palomas de Galápagos y una interesante vegetación.
El tercer mayor asentamiento humano del archipiélago, Puerto Villamil, está ubicado en el extremo sur de la isla. Otras atracciones populares son el «Muro de las Lágrimas» (un muro o pared construida por prisioneros cuando las islas eran un penal o cárcel) y la laguna Flamingo. Ambos lugares están en la parte sur de la isla.

## Geografía

### Geología
Isabela, una de las islas más jóvenes, está situada en el extremo occidental del archipiélago, cerca del punto caliente de las Galápagos. Con una antigüedad aproximada de un millón de años, esta isla con forma de caballito de mar se formó por la fusión de seis volcanes en escudo: Alcedo, Cerro Azul, Darwin, Ecuador, Sierra Negra y Wolf. Todos estos volcanes, excepto el Ecuador, siguen activos, lo que la convierte en uno de los lugares con mayor actividad volcánica de la Tierra. 
Dos de los volcanes, el Ecuador y el Wolf (el punto más alto de la isla, con 1707 m de altitud), se encuentran directamente sobre el ecuador. La isla destaca sobre todo por su geología, ya que ofrece excelentes ejemplos de los fenómenos geológicos que dieron origen a las islas Galápagos, como los levantamientos de la bahía Urbina y el canal de Bolívar, los conos de toba de la ensenada del Tajo, y el Pulmace de Alcedo y Sierra Negra, uno de los volcanes más activos del mundo.

## Transporte
El Aeródromo Luis Estrada Ycaza de la isla Isabela está ubicado a 2,5 km del centro de Puerto Villamil. Este aeropuerto es el menos transitado del archipiélago; recibe un promedio de seis vuelos interislas al día. Su pista es de asfalto con orientación 17 / 35 mide 1500 metros de largo por 30 metros de ancho.
Dispone de una Autobomba T-1500, servicio AFIS para comunicaciones con las aeronaves, una radioayuda NDB.

## Galería

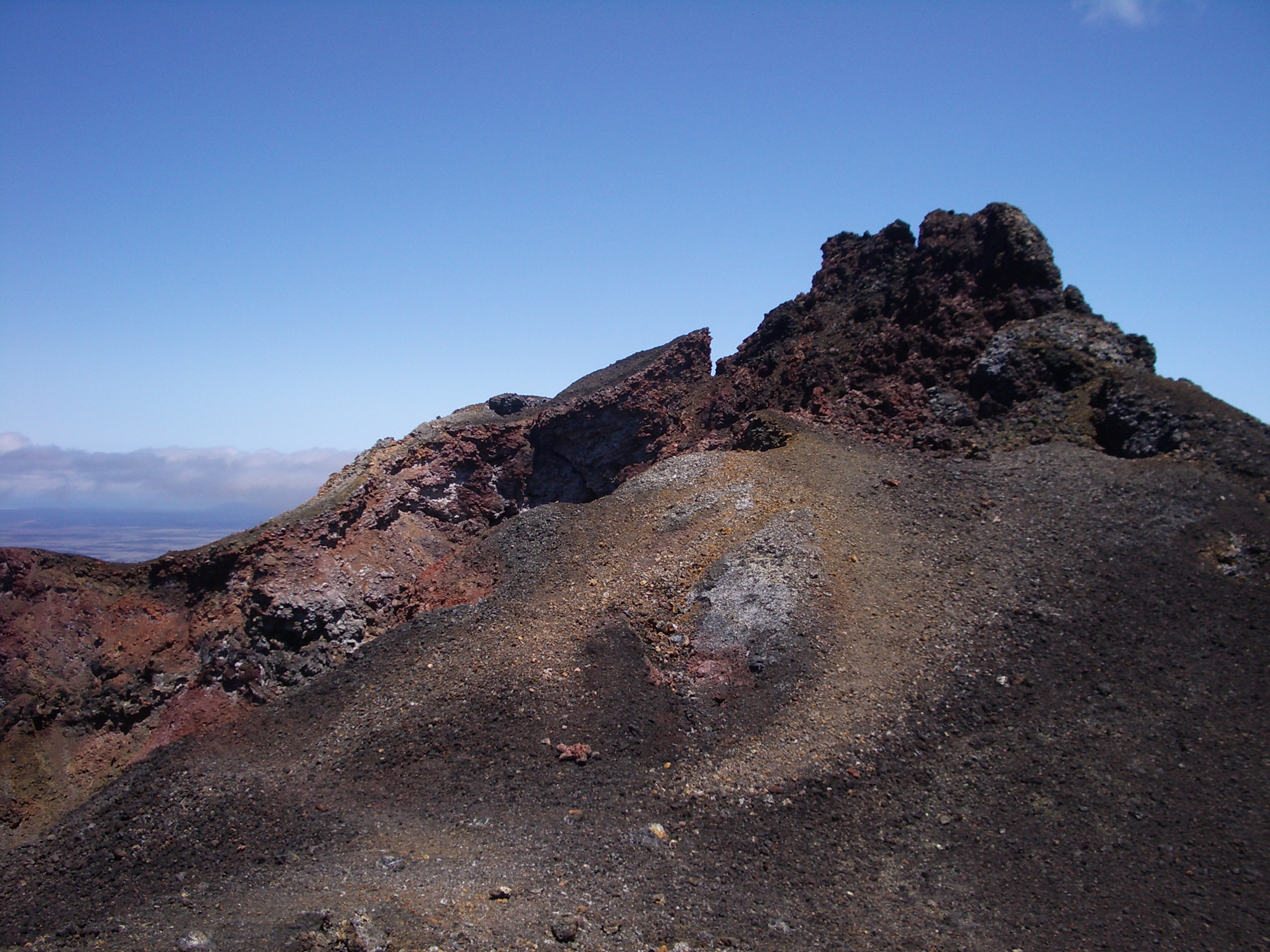
Fumarola del volcán Chico en la Sierra Negra
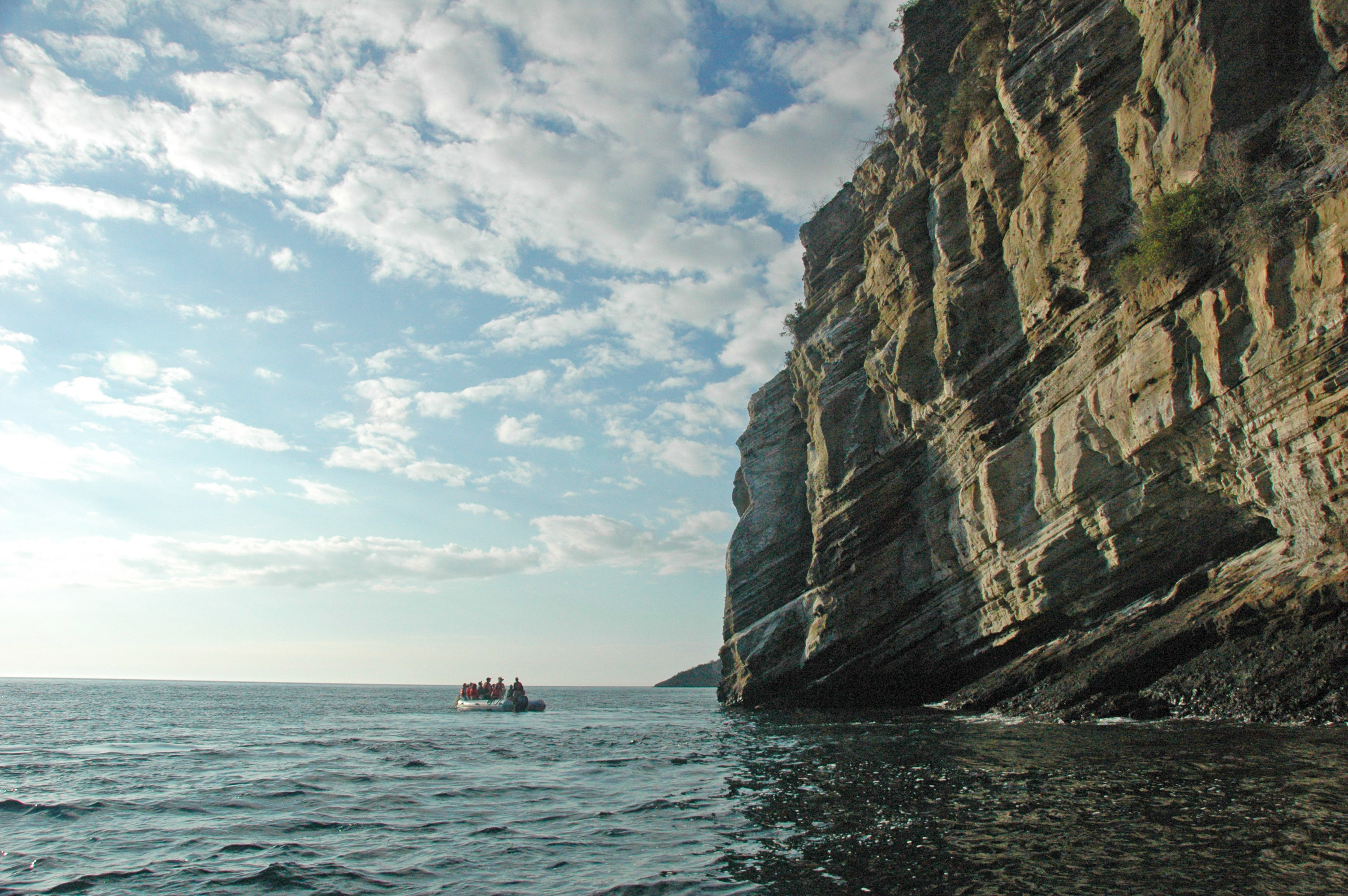
Tagus Cove
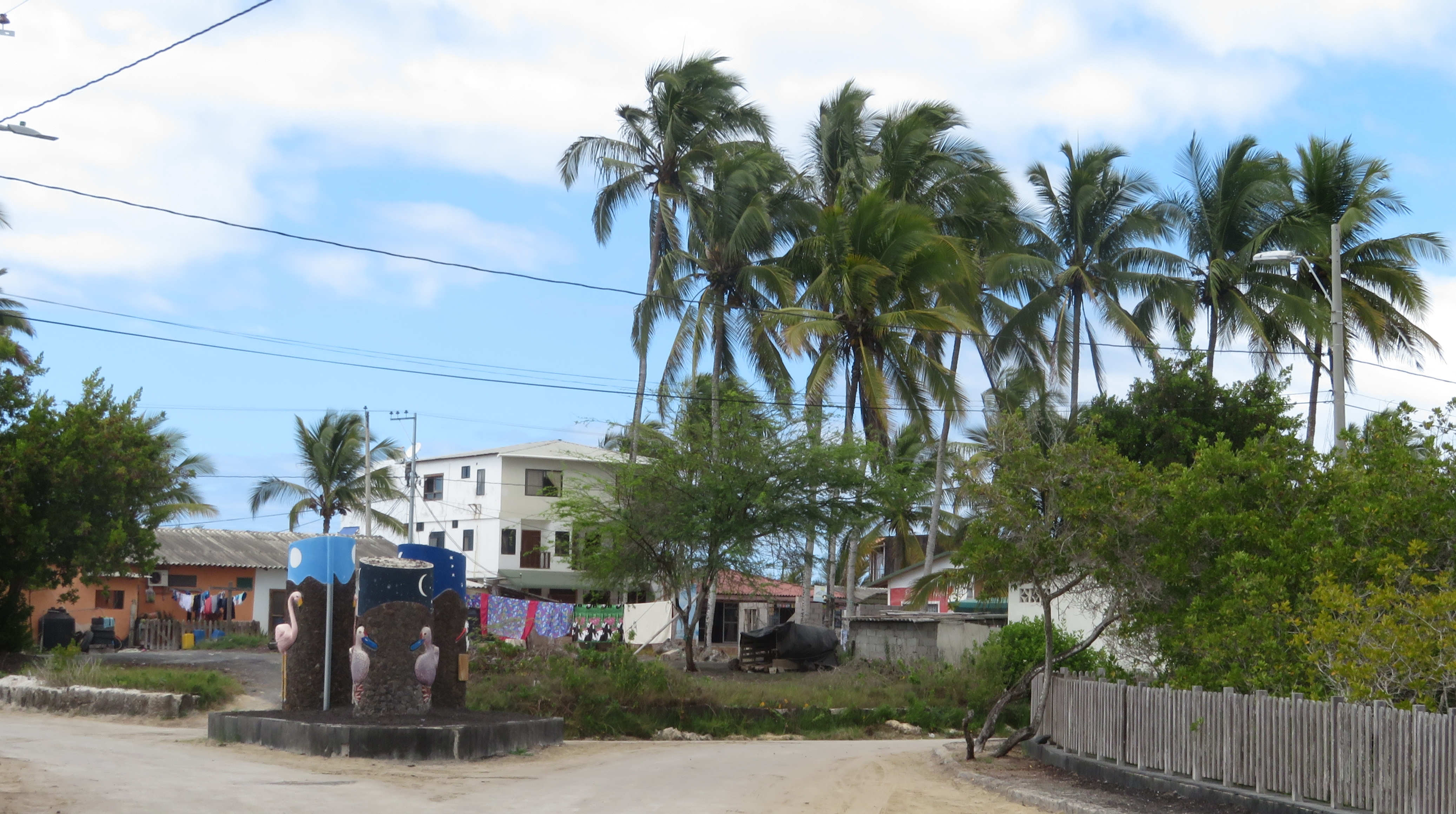
Puerto Villamil
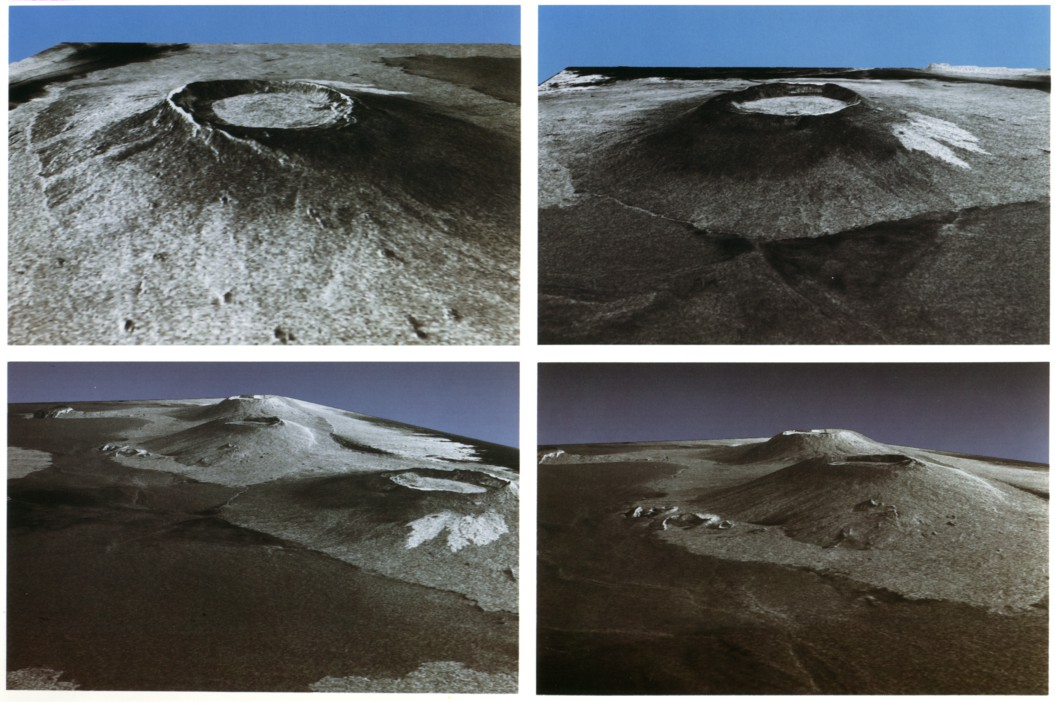
Cuatro de los seis volcanes activos